# Brunei ai Giochi della XXXII Olimpiade
Il Brunei ha partecipato ai Giochi della XXXII Olimpiade, che si sono svolti a Tokyo, Giappone, dal 23 luglio all'8 agosto 2021. Inizialmente erano previsti dal 24 luglio al 9 agosto 2020 ma sono stati posticipati per la pandemia di COVID-19. La delegazione è composta da due atleti, entrambi uomini, in due discipline.

## Delegazione
| Sport            | Uomini | Donne | Totale |
| ---------------- | ------ | ----- | ------ |
| Atletica leggera | 1      | -     | 1      |
| Nuoto            | 1      | -     | -      |
| Totale           | 2      | -     | 2      |

## Risultati

### Atletica leggera
| Q | Qualificato al turno successivo per la posizione in qualificazione                                                           |
| q | Qualificato per il turno successivo per ripescaggio o, negli eventi su campo, conquistando la misura minima per qualificarsi |

Maschile
Eventi su pista e strada
| Atleta                      | Evento      | Batteria  | Batteria  | Semifinale      | Semifinale      | Finale          | Finale          |
| Atleta                      | Evento      | Risultato | Posizione | Risultato       | Posizione       | Risultato       | Posizione       |
| --------------------------- | ----------- | --------- | --------- | --------------- | --------------- | --------------- | --------------- |
| Muhd Noor Firdaus Ar-Rasyid | 200 m piani | 22"83     | 7º        | non qualificato | non qualificato | non qualificato | non qualificato |

### Nuoto
Maschile
| Atleta             | Evento     | Batterie | Batterie  | Semifinali      | Semifinali      | Finale          | Finale          |
| Atleta             | Evento     | Tempo    | Posizione | Tempo           | Posizione       | Tempo           | Posizione       |
| ------------------ | ---------- | -------- | --------- | --------------- | --------------- | --------------- | --------------- |
| Muhammad Isa Ahmad | 100 m rana | 1'08"65  | 47º       | non qualificato | non qualificato | non qualificato | non qualificato |